# Růžena Schwarzová
Růžena Schwarzová, v matrice psána Růžena Františka Švarcová (10. ledna 1893 České Budějovice – 3. ledna 1973 Praha) byla česká spisovatelka, básnířka a překladatelka z bulharštiny a polštiny.

## Životopis
Její otec Václav Schwarz pocházel ze selské rodiny. Po studiích v Praze se stal soudním praktikantem. V roce 1888 se oženil s Annou Mrvíkovou, dcerou lesního kontrolora. V Českých Budějovicích se jim postupně narodily dcery Marie 1891 a Růžena 1893. V Písku pak syn František 1896. Zaměstnání Václava Schwarze přineslo několikeré stěhování. Po Písku následovala Kdyně, kde byl povýšen na okresního soudce. Po několika měsících byl jmenován soudním radou, což znamenalo stěhování zpět do Českých Budějovic. Nadobro se rodina odstěhovala do Tábora.
Růžena v Českých Budějovicích navštěvovala hudební školu založenou Bohuslavem Jeremiášem. Po maturitě na lyceu chtěla studovat dál v Praze, ale musela navštěvovat průmyslovou školu v Českých Budějovicích, kde se učila šít a vařit. V osmi letech napsala své první verše na lovecké psy. Ve 13 letech ji v Písku uvedl otec ke svému příteli Adolfu Heydukovi, který mu potvrdil její básnický talent. Poděkování otci, který ji v psaní podporoval, vyjádřila svou první uveřejněnou básní, nazvanou Otci.
Zlomem v jejím životě byl podzim roku 1916, kdy se seznámila se spisovatelkou Růženou Svobodovou a jejím mužem Františkem Xaverem Svobodou. Stala se její žačkou a žačkou jejího muže, u kterého navštěvovala přednášky o české a cizí literatuře na Vyšší dívčí škole. V salonu Růženy Svobodové potkávala významné osobnosti, díky nimž získala cenné spisovatelské zkušenosti, např. Antonína Klášterského, Boženu Benešovou, Emanuela Chalupného.
Růžena Schwarzová se vedle poezie a prózy zabývala psaním přednášek pro rozhlas. Vedle toho přispívala do nedělní přílohy Národní politiky. Sblížila se s ruským básníkem Konstantinem Balmontem, který přeložil několik jejích básní do ruštiny. Blízký jí byl hudební skladatel Otakar Jeremiáš, který se v několika svých skladbách inspiroval jejími verši.

## Dílo

### Básně
- Radostné ráno. Praha: Fond Julia Zeyera, 1918
- Srdce. Trenčanská Teplá: Kruh priateľov Slovenska, 1922
- Barevný svět. Praha: J. Otto, 1931
- Trnový práh. Dřevoryty Karla Štěcha. Blatná: Jihočeské nakladatelství Bratří Římsové, 1947

### Próza
- Vítězové. Praha: Česká grafická Unie, 1921
- Hora osudu. Praha: J. Otto, 1929
- Mládí s křídly. Praha: Česká grafická unie, 1929
- Růžena Svobodová ve vzpomínkách své žačky. Praha: Společnost Českého Červeného kříže, 1940

### Překlady
- z bulharštiny: Ljuba Kasarova [roz. Splítková]: Hlasy. Praha: Česká grafická unie a. s., 1937
- z polštiny: Zofja Kossak-Szczucká: Lehnické pole. Praha: Miroslav Stejskal, 1948

### Hudebnina
- Foerster, Josef Bohuslav: Osm mužských sborů. – 1. Večer (Josef Václav Sládek), 2. Ženci (Sládek), 3. Na podzim (Sládek), 4. Do památníku (Sládek), 5. Vzkaz do hor (Růžena Schwarzová), 6. Prosba za pokoj (C. Blatný), 7. Za matkou (J. Lovor), 8. Syn (St. Bojar)